# Franz Reichelt
Franz Karl Reichelt (pronunciació alemanya: [fʁants kaʁl ˈʁaɪ̯çl̩t]; 16 d'octubre de 1878 – 4 de febrer de 1912), o Henry François Reichelt, fou un sastre, inventor i pioner del paracaigudisme francès nascut a Àustria. Actualment sovint anomenat "el Sastre Volador", Reichelt és conegut per haver mort després de saltar de la Torre Eiffel mentre provava un paracaigudes que havia dissenyat ell mateix. Reichelt havia volgut desenvolupar un vestit pels aviadors que es pogués convertir en un paracaigudes i els permetés sobreviure caigudes si havien de sortir de l'aeronau. Els experiments inicials amb ninots, que tirava des del cinquè pis de l'edifici on vivia, havien estat reeixits, tanmateix, no va poder replicar aquests èxits inicials en cap dels seus dissenys posteriors.
Creient que una de les causes dels fracassos era la falta d'una plataforma prou alta, Reichelt va demanar permís per fer l'experiment a la Prefectura de Policia parisenca. Finalment, se li donà el permís a principis de 1912, però quan va arribar a la torre el 4 de febrer va deixar clar que ell mateix volia saltar, i no pas fer les proves amb els ninots. Tot i els intents dels seus amics i espectadors perquè no ho fes, va saltar de la primera plataforma de la torre duent posada la seva invenció. El paracaigudes no es va obrir i va xocar amb la superfície gelada del terra. Tot i que era evident que havia mort, van portar Reichelt a l'hospital, on va ser declarat mort oficialment.
L'endemà, molts dels diaris que van informar de la història van incloure-hi fotografies de la caiguda fetes per fotògrafs que havien anat a veure l'experiment de Reichelt. També va aparèixer una pel·lícula que documentava la caiguda.